# Hippach
Hippach est une commune autrichienne du district de Schwaz dans le Tyrol.